# Ciepło rozpuszczania
Ciepło rozpuszczania - efekt cieplny towarzyszący procesowi rozpuszczania. W przypadku procesu rozpuszczania prowadzonego pod stałym ciśnieniem ciepło rozpuszczania jest równoważne entalpii tego procesu.
W procesie rozpuszczania substancji krystalicznych ulega zniszczeniu sieć krystaliczna kosztem pobrania z otoczenia energii równej tzw., energii sieciowej (Es). W drugim etapie powstałe cząsteczki lub jony ulegają procesowi solwatacji, czemu towarzyszy wydzielanie się energii (ΔHsolw). Zgodnie z prawem Hessa można to przedstawić w następujący sposób:
ΔHr = Es + ΔHsolw
gdzie ΔHr to sumaryczna entalpia rozpuszczania.
Proces rozpuszczania może być:
- egzotermiczny (powodujący wzrost temperatury roztworu), jeżeli wydzielana energia solwatacji jest wyższa niż energia sieciowa,
- endotermiczny (powodujący obniżenie temperatury roztworu) jeśli dominuje energia sieciowa nad energią solwatacji.

Zwykle ciepło rozpuszczania danej substancji w danym rozpuszczalniku podaje się dla jednego mola tej substancji rozpuszczanej w warunkach normalnych. Efekt cieplny rozpuszczania nie zależy wyłącznie od natury chemicznej substancji rozpuszczanej i rozpuszczalnika ale także od warunków prowadzenia tego procesu, w szczególności od tego jakie było stężenie początkowe i końcowe. Np: inny efekt cieplny wystąpi gdy rozpuszcza się 1 mol danej substancji w 10 litrach czystego rozpuszczalnika, a inny gdy ten sam mol substancji dodaje się do 1 litra roztworu, w którym wcześniej rozpuszczono 2 mole tej substancji. 
W związku z tym istnieje wiele różnych definicji molowych entalpii rozpuszczania, z których najczęściej tabelaryzowane są:
- pierwsza entalpia rozpuszczania - dotyczy sytuacji, gdy rozpuszcza się 1 mol substancji w nieskończonej ilości rozpuszczalnika (w praktyce w takiej ilości, aby dalsze jej zwiększanie nie wpływało już w zauważalny sposób na efekt cieplny)
- pełna entalpia rozpuszczania - dotyczy sytuacji gdy rozpuszcza się 1 mol substancji w takiej ilości rozpuszczalnika aby powstał roztwór nasycony
- ostatnia entalpia rozpuszczania - dotyczy sytuacji, gdy rozpuszcza się 1 mol substancji w nieskończonej ilości roztworu praktycznie nasyconego.